# 磨損作用 (地質學)
磨損作用又名磨蝕作用，指風、冰河、海浪、地心吸力或者流水，運載移動粒子，石塊和移動粒子摩擦，摩擦在物理上擦去石塊表面。摩擦後，移動粒子在石塊邊帶走又鬆散又薄弱的土石。粒子可在水源溶解。
磨損作用的大小，視乎移動粒子的硬度和濃度，又視乎移動粒子的速度和質量（所含物質的量）。